# Encinas de Arriba (kommunhuvudort)
Encinas de Arriba är en kommunhuvudort i Spanien.   Den ligger i provinsen Provincia de Salamanca och regionen Kastilien och Leon, i den centrala delen av landet, 160 km väster om huvudstaden Madrid. Encinas de Arriba ligger 816 meter över havet och antalet invånare är 275.
Terrängen runt Encinas de Arriba är huvudsakligen platt. Encinas de Arriba ligger nere i en dal. Runt Encinas de Arriba är det glesbefolkat, med 16 invånare per kvadratkilometer. Närmaste större samhälle är Alba de Tormes, 7,2 km nordost om Encinas de Arriba. Trakten runt Encinas de Arriba består till största delen av jordbruksmark.